# L'Intelligent d'Abidjan
L'Intelligent d'Abidjan est un quotidien ivoirien.

## Description
Contenant 12 pages illustrées dont 4 pages en couleur avec une équipe rédactionnelle jeune, dynamique et disponible. Le journal émet des informations brèves, confidentielles et vérifiables. L’Intelligent d’Abidjan est au cœur de l’actualité politique, économique, sportive, sociale et culturelle pour comprendre la marche de la Côte d’Ivoire et du monde. Le quotidien fait le portrait de gens non connus. Des jeunes, des hommes, des femmes révélés au  monde et au public.